# Энг, Филипп
Филипп Энг (нем. Philipp Eng родился 28 февраля 1990 года в Зальцбурге) — австрийский автогонщик.

## Карьера

### Картинг
Энг начал карьеру с картинга в 2003, с выступлений в Intercontinental A Junior, Andrea Margutti Trophy и Italian Open Masters. Энг финишировал 18м в Margutti Trophy, 30м в Italian Open Masters. Энг продолжил выступление на уровне JICA в 2004, заработал седьмое место в Margutti Trophy, и 31е в европейском чемпионате. Единственным светлым пятном стала победа в Italian Open Masters. Он перешёл на уровень ICA в 2005, но участвовал только в итальянском чемпионате и Open Masters. Энг закончил сезоны в топ-10 в обоих чемпионатах.

### Формула-БМВ
Дебют в формульных сериях Филиппа начался с Формулы-БМВ ADAC в 2006. Энг закончил чемпионат на десятом месте, и вторым после Йенса Клингманна в зачёте новичков, заработал подиум на третьем этапе в Лаузице. Также он принял участие в одном этапе Британской серии за Carlin Motorsport в Сильверстоуне. Он сошёл в первой гонке и финишировал четырнадцатым во второй. Энг продолжил участие в серии ADAC series в 2007 и закончил сезон на третьей позиции личного зачёта вслед за гонщиками Eifelland Racing Клингманном и Даниэль Кампос-Хулл, которые одержали 12 побед из 18 гонок. Энг смог одержать одну победу в Барселоне, но только после того как Клингманну дали штраф за опасное вождение.
Энг смог выиграть в Мировом Финале Формулы-БМВ. Перейдя за Mücke Motorsport, Энг доминировал в гонке. За его победу команда Формулы-1 BMW Sauber, предоставила ему тесты в 2008. Энг продолжил выступать за Mücke в дебютном сезоне Формулы-БМВ Европа. Он был гостевым пилотом и не набирал очков. Его лучшим результатом стало четвёртое место в Спа, во время дождевой гонки.

### Формула-3
Энг выступил в четырёх гонках сезона 2008 Немецкой Формулы-3 за команду HS Technik на первом этапе в Хоккенхайме, и также за Ombra Racing на финальном этапе в Ошерслебене. Энг закончил чемпионат одиннадцатым, включая третье место в Ошерслебене, и поул-позиция с быстрым кругом на этапе в Хоккенхайме.

### Формула-2
В 2009 Энг в ФИА Формула-2 выступал за рулём болида под номером 33.

## Результаты выступлений

### Гоночная карьера
| Сезон | Серия                     | Команда                 | Гонки                        | Победы                       | Поулы                        | БК                           | Подиумы                      | Очки                         | Место                        |
| ----- | ------------------------- | ----------------------- | ---------------------------- | ---------------------------- | ---------------------------- | ---------------------------- | ---------------------------- | ---------------------------- | ---------------------------- |
| 2006  | Формула-БМВ ADAC          | ADAC Berlin-Brandenburg | 18                           | 0                            | 0                            | 0                            | 1                            | 73                           | 10                           |
| 2006  | Формула-БМВ UK            | Carlin Motorsport       | 2                            | 0                            | 0                            | 0                            | 0                            | 0                            | 26                           |
| 2007  | Формула-БМВ ADAC          | ADAC Berlin-Brandenburg | 18                           | 1                            | 2                            | 3                            | 9                            | 595                          | 3                            |
| 2007  | Формула-БМВ Мировой финал | Mücke Motorsport        | 1                            | 1                            | 1                            | 0                            | 1                            | Н/Д                          | 1                            |
| 2008  | Формула-1                 | BMW Sauber              | Тест пилот (ФБМВ Победитель) | Тест пилот (ФБМВ Победитель) | Тест пилот (ФБМВ Победитель) | Тест пилот (ФБМВ Победитель) | Тест пилот (ФБМВ Победитель) | Тест пилот (ФБМВ Победитель) | Тест пилот (ФБМВ Победитель) |
| 2008  | Немецкая Формула-3        | HS Technik              | 4                            | 0                            | 1                            | 1                            | 1                            | 18                           | 11                           |
| 2008  | Немецкая Формула-3        | Ombra Racing            | 4                            | 0                            | 1                            | 1                            | 1                            | 18                           | 11                           |
| 2008  | Формула-БМВ Европа        | Mücke Motorsport        | 6                            | 0                            | 0                            | 0                            | 0                            | 0                            | —†                           |
| 2009  | ФИА Формула-2             | MotorSport Vision       | 16                           | 1                            | 1                            | 0                            | 3                            | 39                           | 8                            |
| 2010  | ФИА Формула-2             | MotorSport Vision       | 18                           | 3                            | 2                            | 1                            | 4                            | 142                          | 6                            |

† - Энг не набирал очки.

### Результаты выступлений в Формуле-2
| Легенда к таблице |                                                                    |
| --- | ------------------------------------------------------------------ |
| В таблице перечислены результаты всех гонок, в которых принимал участие гонщик. Строками таблицы являются сезоны, столбцами — этапы соревнований. В каждой клетке указаны сокращённое название этапа и результат, дополнительно обозначенный цветом. Расшифровка обозначений и цветов представлена в нижеследующей таблице. |                                                                    |
| \| Пример \| Описание \| \| ------------ \| ------------------------------------------------------------------ \| \| 1 \| Победитель \| \| 2 \| Второе место \| \| 3 \| Третье место \| \| 5 \| Финишировал, заработав очки \| \| Сход \| Не финишировал, но при этом заработал очки \| \| 12 \| Финишировал, не получив очков \| \| НКЛ \| Финишировал, но не попал в финальную классификацию \| \| 15 \| Участвовал вне зачёта, либо по отдельной классификации \| \| 18 \| Не финишировал, но попал в финальную классификацию \| \| Сход \| Не финишировал \| \| НКВ \| Не прошёл квалификацию \| \| НПКВ \| Не прошёл предквалификацию \| \| ДСК \| Дисквалифицирован \| \| ИСК \| Исключён из протокола соревнований \| \| ТТ \| Заявлен для участия только в тренировках \| \| НС \| Участвовал в квалификации, но не стартовал в гонке \| \| Т \| Травмирован или болен \| \| ОТК \| Отказ от участия \| \| НТР \| Прибыл на соревнования, но на трассу не выезжал \| \| НПР \| Был заявлен в числе участников, но не прибыл к началу соревнований \| \| О \| Соревнования отменены \| \| \| Не участвовал \| \| Поул-позиция \| \| \| Быстрый круг \| \| |                                                                    |
| Пример | Описание                                                           |
| 1 | Победитель                                                         |
| 2 | Второе место                                                       |
| 3 | Третье место                                                       |
| 5 | Финишировал, заработав очки                                        |
| Сход | Не финишировал, но при этом заработал очки                         |
| 12 | Финишировал, не получив очков                                      |
| НКЛ | Финишировал, но не попал в финальную классификацию                 |
| 15 | Участвовал вне зачёта, либо по отдельной классификации             |
| 18 | Не финишировал, но попал в финальную классификацию                 |
| Сход | Не финишировал                                                     |
| НКВ | Не прошёл квалификацию                                             |
| НПКВ | Не прошёл предквалификацию                                         |
| ДСК | Дисквалифицирован                                                  |
| ИСК | Исключён из протокола соревнований                                 |
| ТТ | Заявлен для участия только в тренировках                           |
| НС | Участвовал в квалификации, но не стартовал в гонке                 |
| Т | Травмирован или болен                                              |
| ОТК | Отказ от участия                                                   |
| НТР | Прибыл на соревнования, но на трассу не выезжал                    |
| НПР | Был заявлен в числе участников, но не прибыл к началу соревнований |
| О | Соревнования отменены                                              |
| | Не участвовал                                                      |
| Поул-позиция |                                                                    |
| Быстрый круг |                                                                    |

| Год  | №  | 1        | 2       | 3       | 4       | 5          | 6          | 7     | 8       | 9       | 10       | 11         | 12         | 13      | 14       | 15      | 16      | Место | Очки |
| ---- | -- | -------- | ------- | ------- | ------- | ---------- | ---------- | ----- | ------- | ------- | -------- | ---------- | ---------- | ------- | -------- | ------- | ------- | ----- | ---- |
| 2009 | 33 | ВАЛ 1 12 | ВАЛ 2 3 | БРН 1 3 | БРН 2 9 | СПА 1 Сход | СПА 2 Сход | БРХ 1 | БРХ 2 4 | ДОН 1 5 | ДОН 2 10 | ОШЕ 1 Сход | ОШЕ 2 Сход | ИМО 1 5 | ИМО 2 10 | КАТ 1 5 | КАТ 2 9 | 8-й   | 39   |